# 波士頓-華盛頓城市帶
波士頓-華盛頓城市帶（英語：BosWash / Bosnywash / Boshington / Boston–Washington corridor / Bos-Wash corridor），又稱東北走廊（Northeast Corridor）或東北大都市圈（Northeast megalopolis），是指位於美國東北部大西洋海岸，由波士頓伸延到首都華盛頓，全長750公里的大都市帶。其間有波士頓、紐約、費城、巴爾的摩、華盛頓等美國重要都市，其中以紐約為最大都市。人口4,400萬，佔美國人口16%。波士頓-華盛頓城市帶亦是一個美國大都市圈。
作為同類的首個案例，在1961年由法國地理學家Jean Gottmann在《城市帶：城市化的美國東北海岸》（Megalopolis: The Urbanized Northeastern Seaboard of the United States）提出。在經濟、交通以及通訊方面，已經連成一線。
城市帶理論上由緬因州南部、新罕布什爾州海岸開始，直到維吉尼亞州。而近年南端已經再往南發展，到達維珍尼亞海灘、諾福克及切薩皮克。
主要都市有:
- 波士頓
- 普羅維登斯
- 斯普林菲爾德
- 哈特福
- 紐約市
- 紐華克
- 費城
- 巴爾的摩
- 華盛頓哥倫比亞特區

## 參看
- 芝加哥-匹茲堡城市帶
- 舊金山-聖地牙哥城市帶
- 紐約都會區